# Knoten Voralpenkreuz
Der Knoten Voralpenkreuz ist ein Autobahnknoten, der die österreichischen Autobahnen West Autobahn (A1), Innkreis Autobahn (A8) und Pyhrn Autobahn (A9) verbindet. Er liegt im oberösterreichischen Bezirk Wels-Land im Gemeindegebiet von Sattledt.

## Funktion
Der Knoten kreuzt die hier Nordost–Südwest laufende A1 Wien–Salzburg mit der Nord-Süd laufenden A8/A9. Dabei ist die nordwärts führende Strecke die Welser Westspange, die zur Innkreis Autobahn (A8) gerechnet wird, die nach Passau (deutsche Grenze) führt. Die nach Süden führende Route A9 ist die Autobahn nach Graz und weiter nach Spielfeld (slowenische Grenze). Damit ist das Voralpenkreuz der zentrale Knoten der wichtigsten österreichischen West–Ost-Transitroute mit der südöstlichsten Alpentransversale. Seit sich die Verkehrsströme von Westeuropa nach Südosteuropa mit der EU-Osterweiterung von der Route über Slowenien zu der besser ausgebauten und steigungsfreieren Route über Budapest verlagert haben, hat das Kreuz aber an Bedeutung verloren, die Route A8–A25–A1 (Nordumfahrung von Wels über die  Welser Autobahn A25 Knoten Wels der A8 – Knoten Haid der A1) hat seit einigen Jahren ein höheres Verkehrsaufkommen als das Voralpenkreuz insgesamt.
Außerdem ist die Autobahnraststätte Landzeit Voralpenkreuz über die A8 an beide Autobahnrouten angebunden.

## Baugeschichte
Der Bau des Autobahnknotens Voralpenkreuz wurde 1938 unter dem Namen Kreuzungsstelle Sattledt begonnen. Bis 1942 wurden die Erdarbeiten fast vollendet sowie die beiden Widerlager und der Mittelpfeiler des Brückenbauwerks gebaut. Das Tragwerk der Brücke entstand erst 1957/58, allerdings in voller Breite von 40 m. 1989 wurde durch den Bau der A9 das Kreuz ausgebaut, wobei aus Kostengründen an der ursprünglichen RAB-Planung festgehalten wurde.
2001 bis 2003 wurde das Kreuz umgebaut, wobei auch das Tragwerk des Hauptbrückenbauwerks erneuert wurde. Die RAB-Widerlager und der Mittelpfeiler blieben aber erhalten.
2013 wurde es neuerlich umgebaut. Die durchlaufenden Nebentrassen der A1, die früher als Verflechtungsstrecke weitgehend funktionslos waren, wurden ab dem Kreuz Richtung Wien verlängert, und die Abfahrt Sattledt 1½ Kilometer weiter dort eingebunden, wodurch man jetzt von der A8/A9 kommend und bei Sattledt abfahrend (respektive umgekehrt) die eigentliche A1 nicht mehr befährt, und die von der A1 in Fahrtrichtung Wien bei Sattledt abfahrenden Fahrzeuge schon vor dem Kreuz ausfahren (respektive Richtung Salzburg danach einfahren). Dadurch konnte der Regionalverkehr der Umfahrungsfunktion für Wels und der passierende Fernverkehr der A1 besser entflochten werden.

## Bezeichnung
Nach der Fertigstellung des Kreuzes gab es Bemühungen, den Namen des Kreuzes auf Knoten Sattledt abzuändern, zumal der Name Voralpenkreuz nicht der amtlichen Sprachregelung in Österreich entspricht. Offiziell wird das Voralpenkreuz als Knoten Voralpenkreuz bezeichnet. Der Autobahnbetreiber ASFINAG lehnte eine Namensänderung jedoch ab. Ebenso wird die am Knoten befindliche Raststätte als Raststätte Voralpenkreuz vermarktet.